# Radovesická výsypka

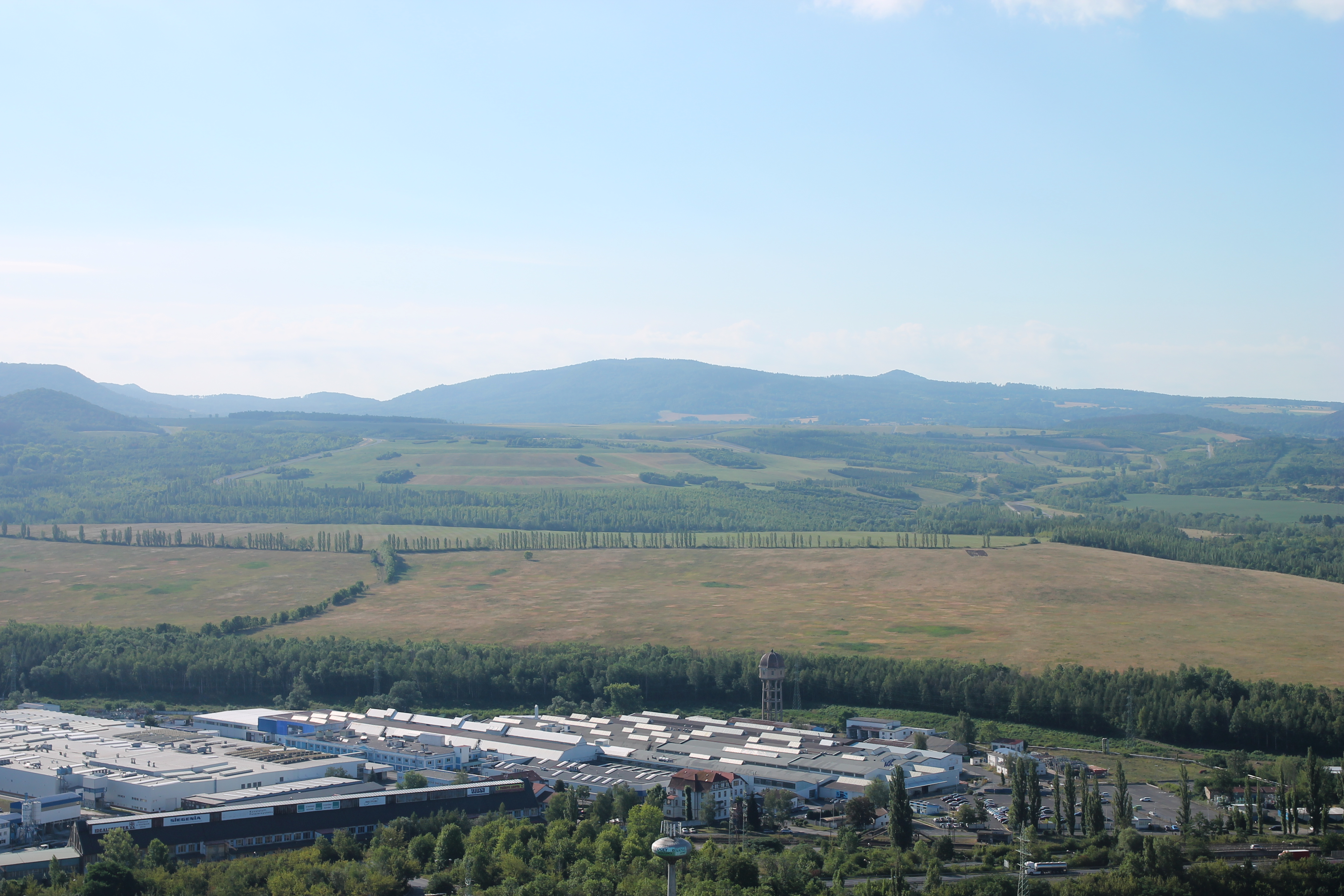
Radovesická výsypka z vyhlídky na elektrárně Ledvice

Radovesická výsypka je situována v okrese Teplice a nalézá se mezi městy Bílina, okrajem Štrbic, Kostomlat pod Milešovkou a Štěpánova. Nadložní zeminy jsou zde zakládány z lomu Bílina.

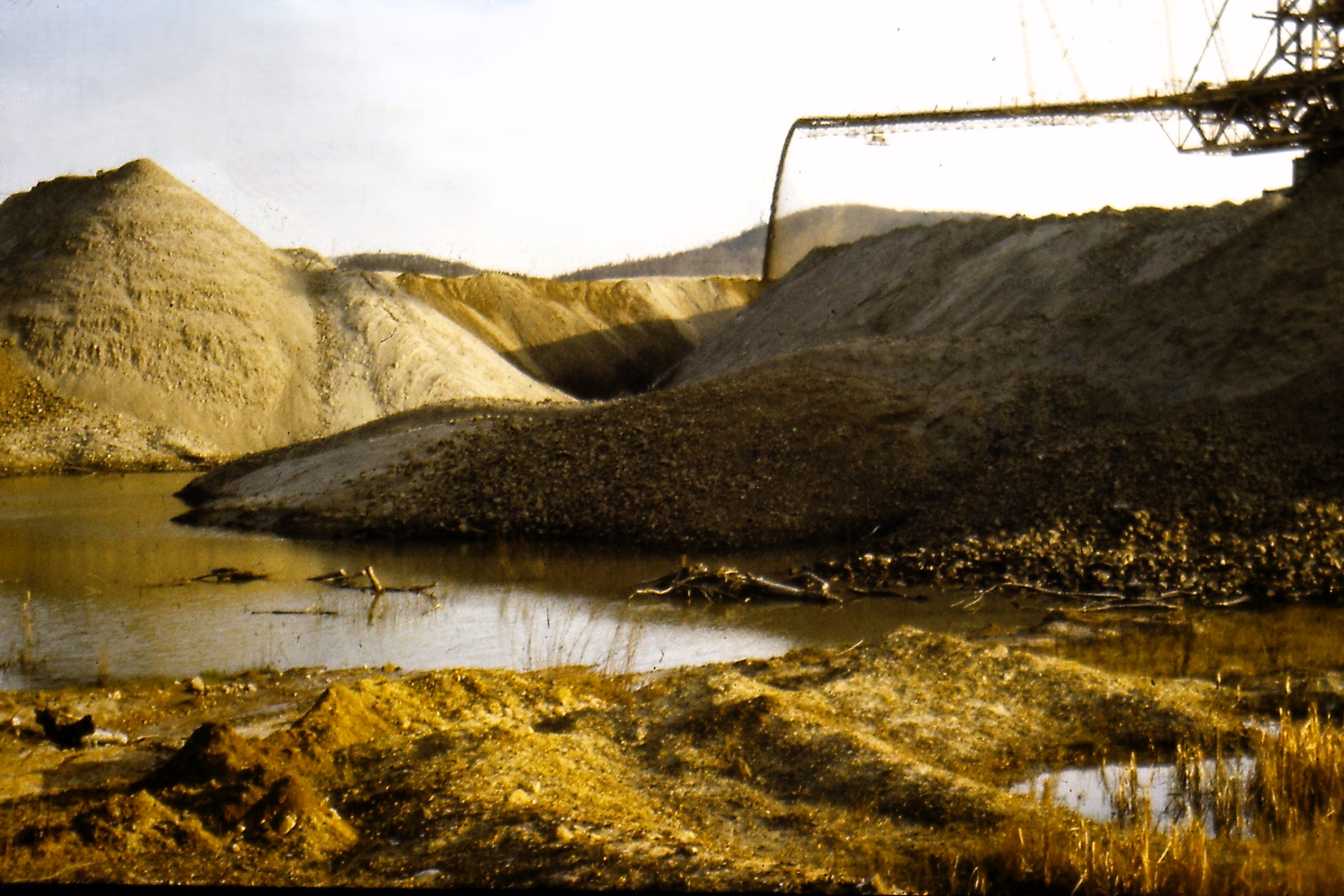
Zakladač na Radovesické výsypce v roce 1984

## Historie
O vybudování Radovesické výsypky pro ukládání předstihové skrývky tehdejšího Velkolomu Maxim Gorkij bylo rozhodnuto v roce 1966. Zvažováno bylo více variant a dvě z nich počítaly s ukládáním vytěžené hmoty v údolích Lukovského potoka nebo Syčivky. Údolí Lukovského potoka bylo zvoleno s ohledem na nutnost zasypání jámy vytěženého Lomu Alois Jirásek u Chudeřic a na vyšší kapacitu lukovského údolí – počítalo se ukládáním skrývky až do roku 2025, přičemž výška výsypky se měla vyrovnat Bořni. V místech výsypky se nacházelo pět vesnic, Dřínek, Hetov, Chotovenka, Lyskovice a Radovesice, které byly zbořeny na přelomu šedesátých a sedmdesátých let dvacátého století. Materiál se na výsypku ukládal v letech 1969–2003. Sypání v prostoru bývalého Lomu Alois Jirásek skončilo v roce 1976.

### Most Pasovka

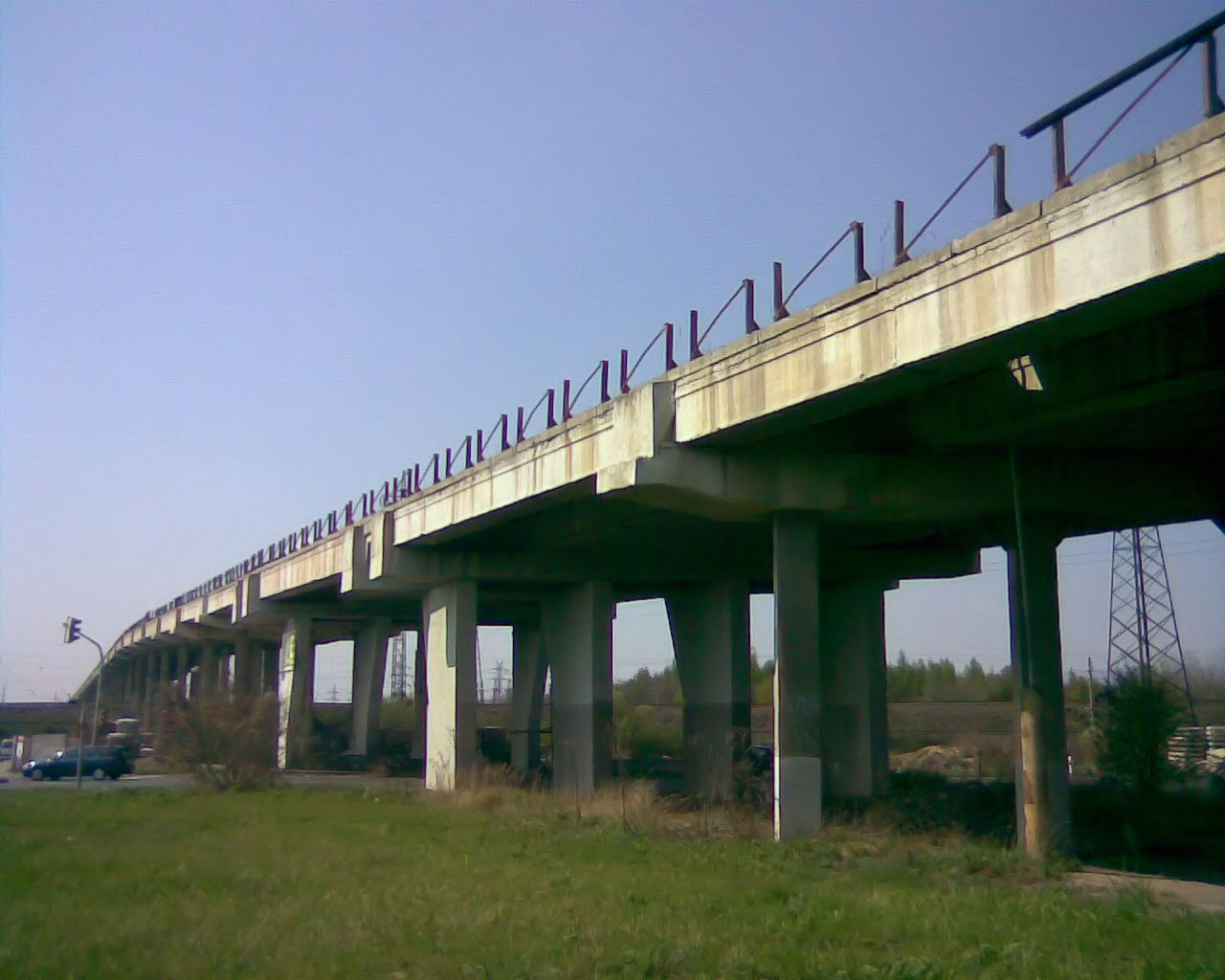
Most vystavěný pro dopravu nadložních zemin z lomu Bílina

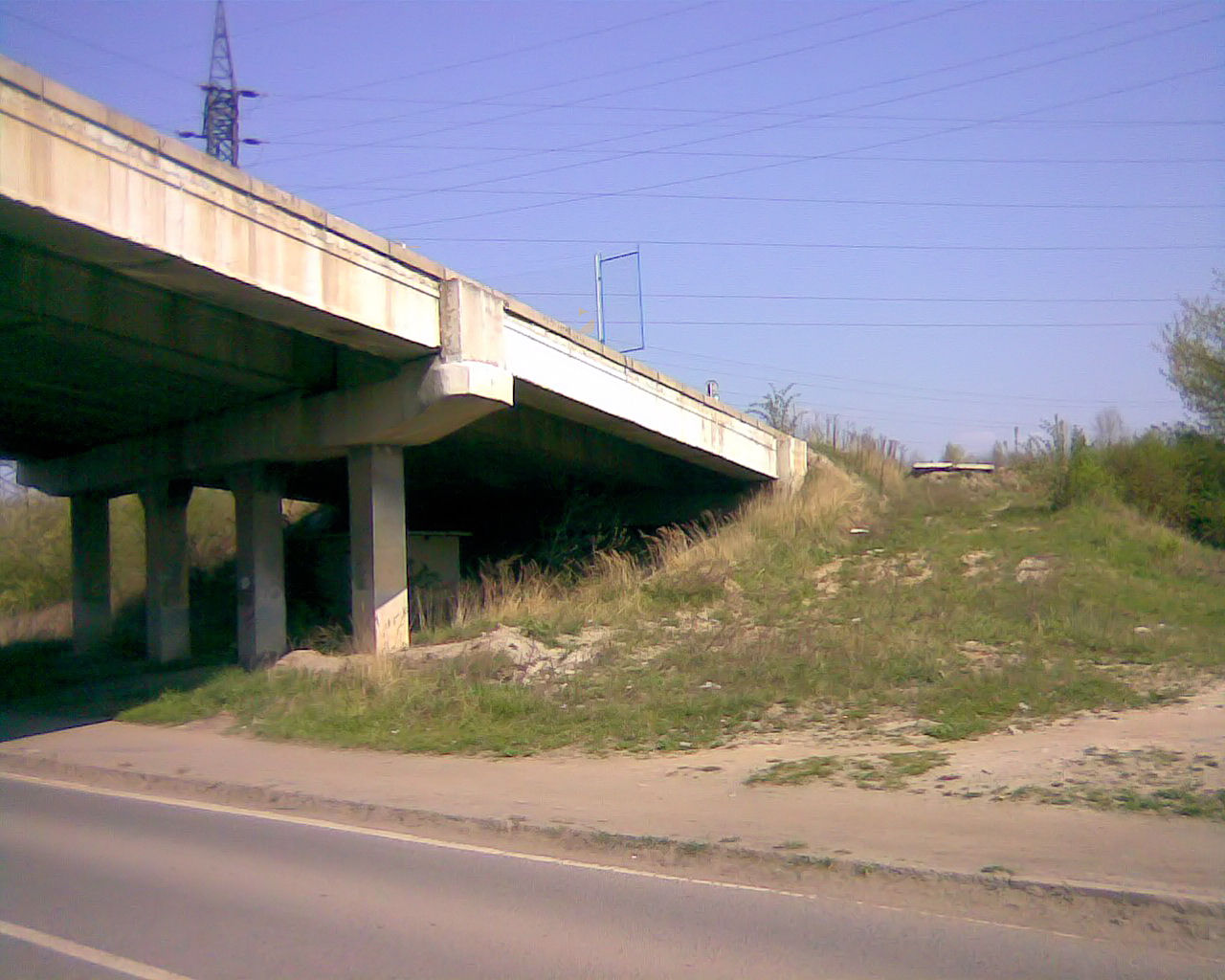
Západní nezbořený konec mostu Pasovka

S doly byla výsypka spojena pásovým dopravníkem. Nejvýznamnějším pozůstatkem byl především betonový most, který vedl nad dopravním koridorem u výjezdu z města Bílina směrem na Teplice. U místních se používal název „Pasovka“. Most byl postaven v letech 1964 až 1967 a v době dokončení patřil se svou délkou 1093 m společně s Negrelliho viaduktem k nejdelším mostům v Československu. V nejvyšším místě dosahoval výšky 16 m a šířky 15,2 m. Pomocí 56 polí překonával tok řeky Bíliny a Radčického potoka, železniční tratě Ústí nad Labem–Bílina a Teplice–Duchcov–Bílina a silnici I/13 Bílina–Teplice. Většina mostu, s výjimkou nejzápadnější čtvrtiny, byla zbourána v letech 2010 a 2011.

## Geologie a hydrologie
Průměrná mocnost výsypky se pohybuje mezi 50 a 70 metry. Největších mocností (cca 120 m) dosahuje výsypka v ose údolí bývalého potoka. Oblast odvodňoval Lukovský potok pramenící u Lukova v Českém středohoří, protékal původně přes území dnešní výsypky od obce Štěpánov přes Radovesice až do Bíliny, kde ústil do stejnojmenné řeky. V prostoru obce Radovesice byl napájen drobnými přítoky. Malou západní část plochy výsypky odvodňoval potok Syčivka. Proto bylo nutné provést umělé úpravy odvodňovacího režimu. Původní koryto Lukovského potoka bylo přeloženo od Štěpánova směrem na Razice a do Syčivky.
Pro odvodnění předpolí výsypky byla v roce 1982 vyražena v rulovém a křídovém podloží výsypky 2,5 km dlouhá štola podél údolí bývalého Radovesického potoka, která tvoří funkční drenáž podloží výsypky. Štola ústí portálem na konci údolí Bezovka do usazovací nádrže a voda dále odtéká v trase bývalého Lukovského potoka přes rybník do města a vlévá se do řeky Bíliny. Po deštích, které způsobily podmáčení a zvodnění části svahu, došlo 20. srpna 1994 k sesuvu který, se proměnil v bahnotok dlouhý 600 m a po několika hodinách pohybu na dvou místech poškodil pásový dopravník.

## Biologie a ochrana přírody

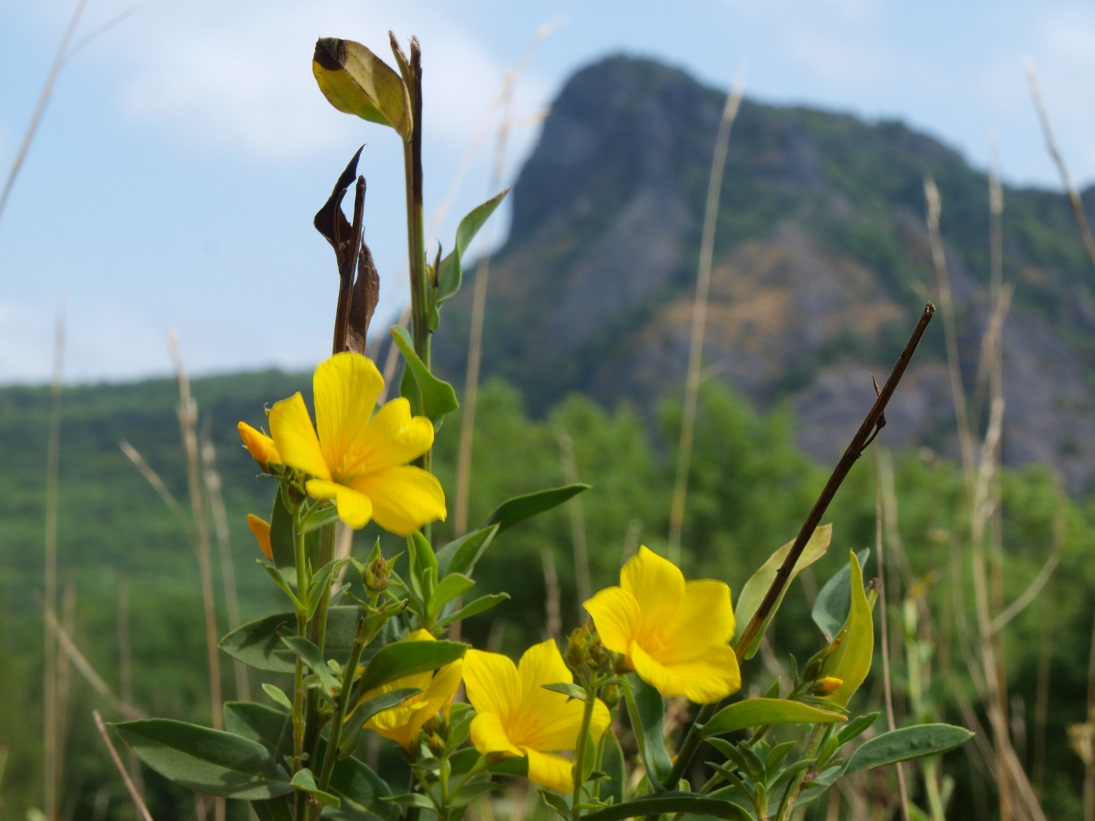
Len žlutý na náhradní lokalitě - zachráněný před výsypkou

Kvůli Radovesické výsypce došlo také ke zrušení tří maloplošných chráněných území, která zasypala anebo je významně ovlivnila. Jedním z nich bylo chráněné naleziště Bělák, bílá stráň se západní hranicí výskytu chráněného lnu žlutého. Tým Bořena z něj, ale i z dalších lokalit v předpolí výsypky přestěhoval v letech 1985 až 1992 osm ohrožených druhů rostlin na náhradní lokality v západní části Českého středohoří. Výsypce se podřídilo i vymezení hranic CHKO České středohoří a bylo z ní nutné vypustit i tak význačné lokality jako jsou hory Bořeň a Zlatník. Podle výsledků zoologického výzkumu odborníků z Univerzity Karlovy v Praze provedeného ve třech chráněných území, jež kvůli výsypce zanikla (Vršíček, Kajba a Bělák) v nich bylo 18 nově popsaných druhů roztočů a hmyzu.

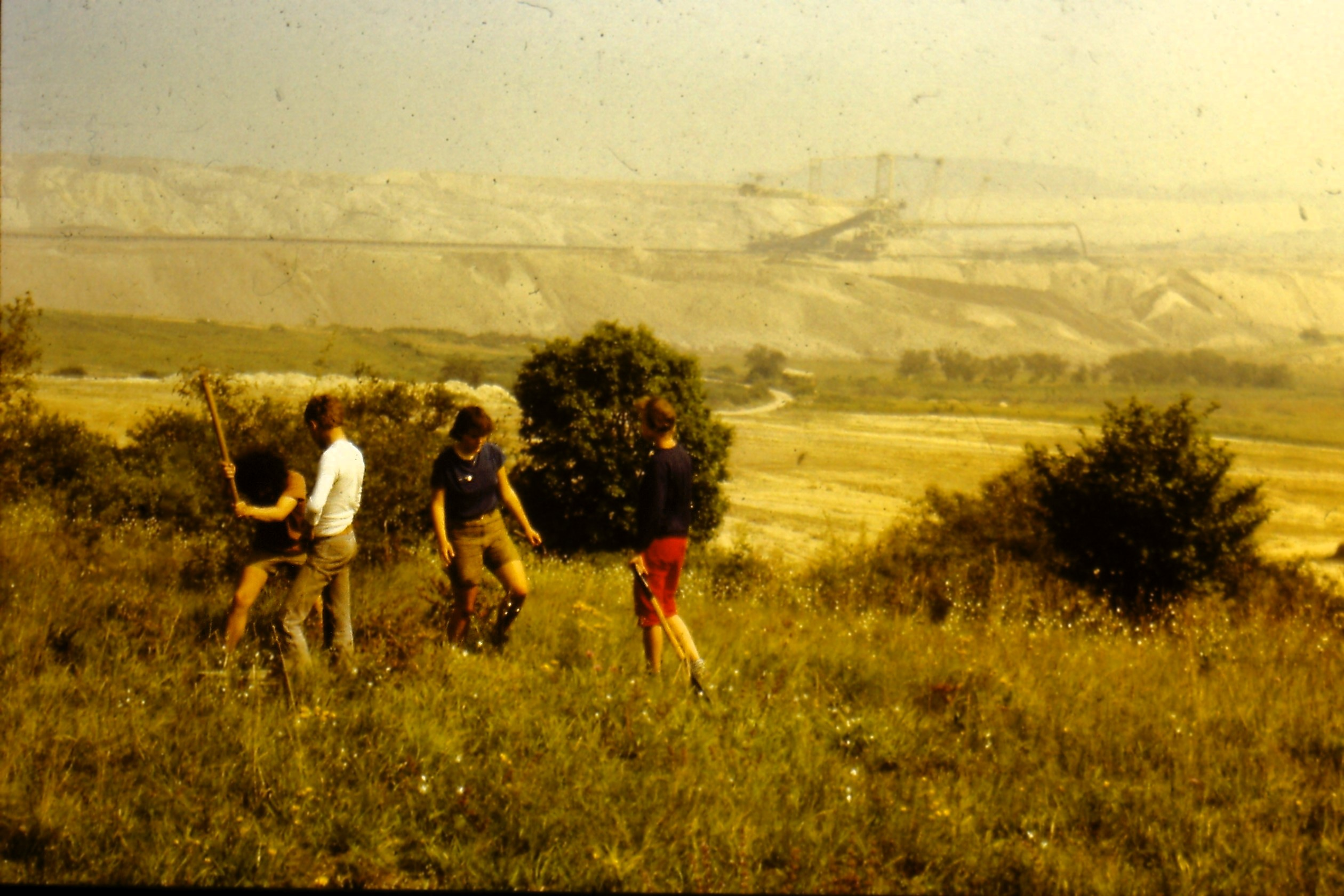
Stěhování rostlin z Běláku v roce 1986 - tábor Týmu Bořena

## Současnost a budoucnost
Od poloviny 80. let probíhala postupná rekultivaci výsypky a budování infrastruktury. Otevřena byla nová silnice z chlumského sídliště v Bílině do Kostomlat pod Milešovkou. Do budoucna s výsypkou město počítá jako s rekreační oblastí. Dokončeno, ale neotevřeno je spojení z Kostomlat do Štěpánova, v budoucnu se plánuje i další silniční propojení Štěpánova, Razic a Bíliny.
Obec Hrobčice, pod kterou zaniklé Radovesice spadají, plánovala výstavbu infocentra věnovaného zaniklé obci a krajině.